# Béni Egressy

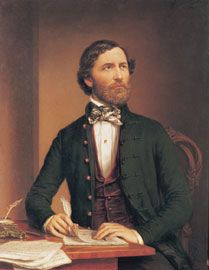
Béni Egressy

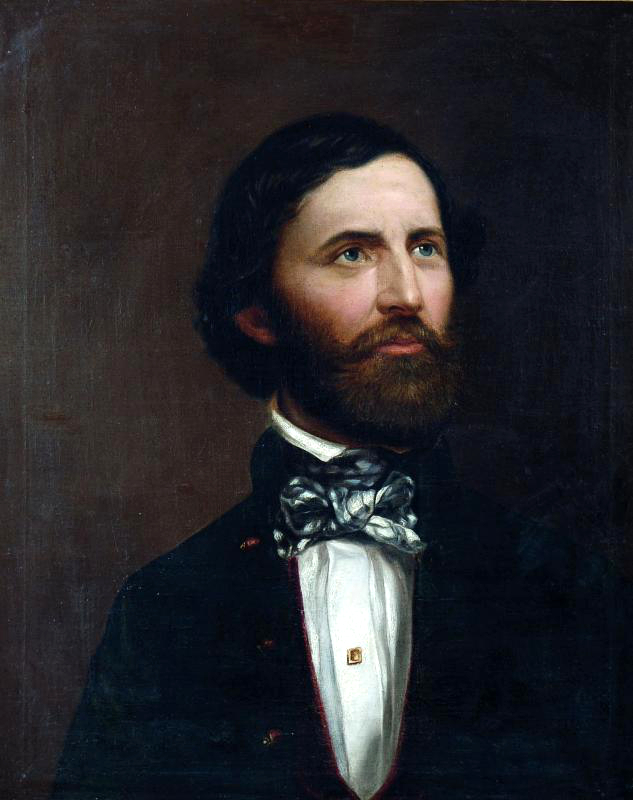
Béni Egressy

Béni Egressy [ˈbeːni ˈɛgrɛʃi] (* 21. April 1814 in Sajókazinc (heute zu Kazincbarcika) im damaligen Komitat Borsod als Benjámin Galambos; † 17. Juli 1851 in Pest) war ein ungarischer Komponist, Librettist, Übersetzer und Schauspieler.

## Leben
Béni Egressy wurde 1814 als jüngerer Bruder Gábor Egressys geboren.
Er betrat 1834 ebenso wie sein Bruder Gábor die Bühne und wurde 1837 Mitglied des Nationaltheaters in Pest.
Während der Revolution von 1848 beteiligte er sich am Freiheitskampf der Ungarn und wurde Mitglied der ungarischen Heimwehr (ungarisch Honvéd). Nach der Niederschlagung des Aufstands durch die Habsburger wurde er aber amnestiert und kehrte auf die Bühne zurück.

## Werke
Bedeutender denn als Schauspieler war er als Komponist. So vertonte er beispielsweise das wohl berühmteste Gedicht des ungarischen Dichters Mihály Vörösmarty, den Szózat, der später zur inoffiziellen „zweiten ungarischen Nationalhymne“ neben dem Himnusz wurde. Seine musikalischen Werke zeichnen sich durch Reichtum lieblicher Melodien aus und erlangten in Ungarn große Beliebtheit. Bekannt ist er in Ungarn auch als Librettist für die Opern von Ferenc Erkel, z. B. Bánk bán.